# Тобајас (Небраска)
Тобајас (енгл. Tobias) град је у америчкој савезној држави Небраска.

## Демографија
По попису из 2010. године број становника је 106, што је 52 (-32,9%) становника мање него 2000. године.
| Група             | 2000.       | 2010.      |
| Белци             | 156 (98,7%) | 98 (92,5%) |
| Афроамериканци    | 0 (0,0%)    | 0 (0,0%)   |
| Азијати           | 1 (0,6%)    | 0 (0,0%)   |
| Хиспаноамериканци | 1 (0,6%)    | 8 (7,5%)   |
| Укупно            | 158         | 106        |